# Sowjetische Kriegsgräberstätte Herleshausen

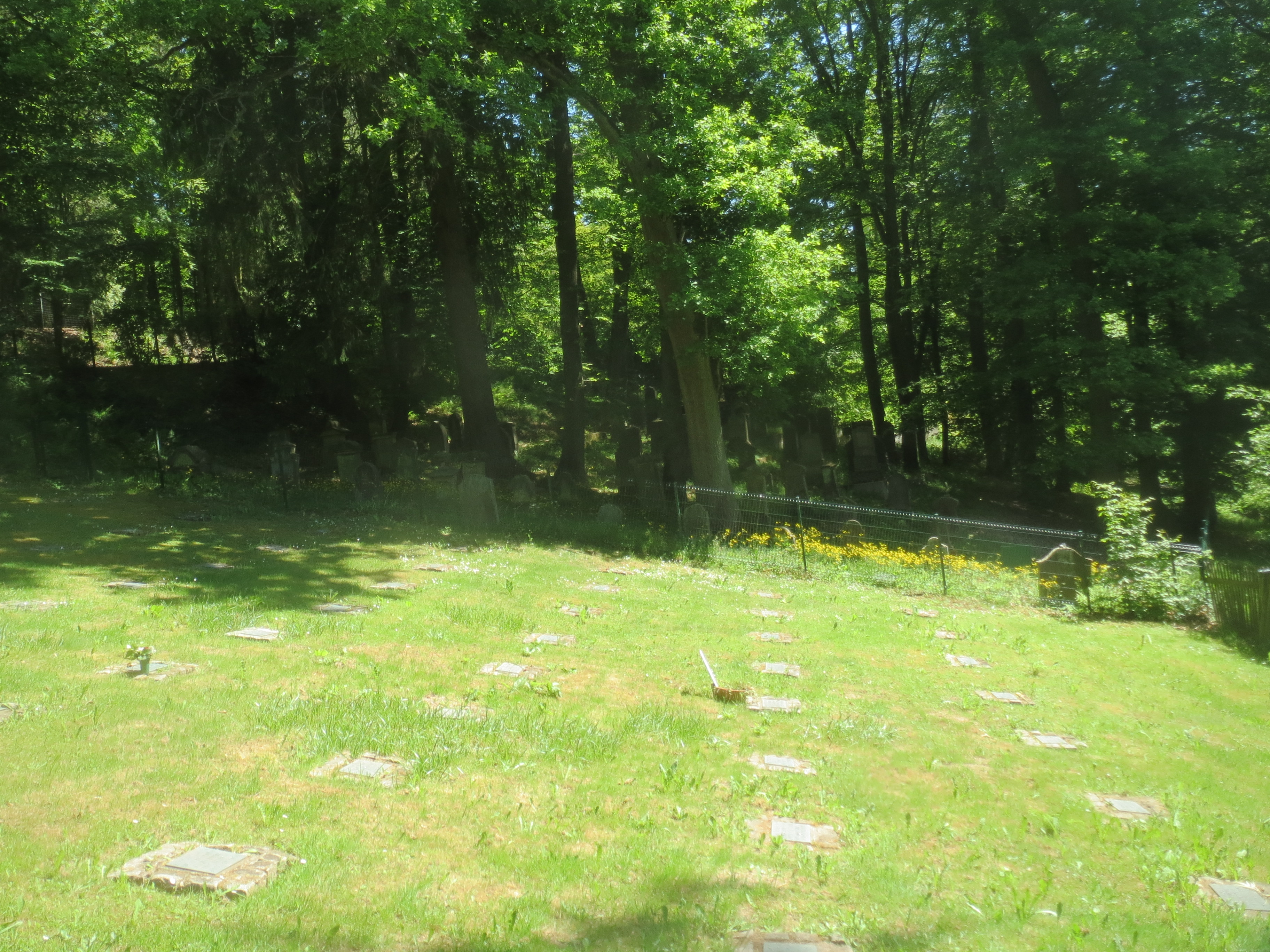
Sowjetische Kriegsgräber, im Hintergrund jüdischer Friedhof

Die Sowjetische Kriegsgräberstätte Herleshausen befindet sich bei Herleshausen. Auf ihr ruhen 1593 tote namentlich bekannte sowjetische Kriegsgefangene, die im Jahr 1944/45 zum Bau der Autobahn Hersfeld-Berlin (heute A 4) herangezogen wurden und an Krankheit und mangelnder Versorgung starben.

## Lager

### Einrichtung
Für den Bau der Autobahn wurden 1938 mehrere Barackenlager (Reichsautobahnlager) für die Arbeiter errichtet. Das Barackenlager an der Straße zwischen Herleshausen und Frauenborn wurde 1940 von der Wehrmacht als Kriegsgefangenenlager eingerichtet. Hier waren zunächst französische, dann sowjetische Gefangene interniert.

### Lager für Kranke
Das Stammlager IX B wurde Ende 1942 als Lager für kranke sowjetische Gefangene eingerichtet. Im Lager Ramsborn bei Eisenach war Ende 1942 die Tuberkulose ausgebrochen. Die Arbeitsfähigen wurden aus dem Lager Herleshausen verlagert. Kranke sowjetische Kriegsgefangene wurden aus Ramsborn und anderen Lagern nach Herleshausen verlegt.

## Friedhof
Der Friedhof wurde in unmittelbarer Nähe des jüdischen Friedhofs angelegt. Als der Kriegsgräberfriedhof wegen der großen Zahl der Todesfälle erweitert werden musste, wurde ein Teil des jüdischen Friedhofs eingeebnet und für die russischen Toten benutzt. Dabei wurden zum Teil zwischen noch bestehenden jüdischen Grabstätten Bestattungen vorgenommen.
Umfriedung und Eingangsbereich des Friedhofs sind aus dem roten Sandstein, aus dem auch eine Autobahnbrücke in der Nähe des Lagers gebaut wurde. Er wurde am 26. September 1959 nach Umbau eingeweiht und 1960 von einem russisch-orthodoxen Priester gesegnet.

## Dokumentation der Todesopfer
Der damalige Bürgermeister von Herleshausen Karl Fehr (1890–1973) setzte gegen Widerstand durch, dass die Namen, Heimatanschrift und Lebensdaten der Toten im Sterbebuch des Standesamtes dokumentiert und die Toten beigesetzt wurden. Er verlangte einen Totenschein vom jeweiligen Lagerarzt nach dem preußischen Standesamtsgesetz. Die Heimatanschrift von über 1.000 Toten wurde so festgehalten, und die sowjetischen Angehörigen wurden bei Einweihung des Friedhofs im Jahr 1959 benachrichtigt. Nur fünf der Beigesetzten sind unbekannt geblieben.

## Arbeit für den Frieden
Seit 1979 wird die Kriegsgräberstätte durch Jugendliche aus mehreren Staaten in Zusammenarbeit mit Herleshäuser Jugendgruppen, seit 1988 auch durch Jugendliche aus der ehemaligen Sowjetunion und aus Osteuropa gepflegt. Die Gräber werden zudem regelmäßig durch die Herleshausener Reservistenkameradschaft gepflegt. Angehörige aus der ehemaligen Sowjetunion besuchen die Gräber ihrer Angehörigen. Sowjetische Veteranen aus Tambow besuchten im Mai 1990 die Kriegsgräberstätte.